# Dolichopus martynovi
Dolichopus martynovi är en tvåvingeart som beskrevs av Stackelberg 1930. Dolichopus martynovi ingår i släktet Dolichopus och familjen styltflugor. Inga underarter finns listade i Catalogue of Life.